# André Magnée
André Magnée, né à Liège le 3 mai 1930 et décédé dans cette même ville le 2 février 1988, est un syndicaliste, homme politique belge et militant wallon.
Il entre comme apprenti à la FN Herstal à Herstal à l'âge de 16 ans. Rapidement, il devient délégué syndical puis président de la section CSC de la FN jusqu'en 1963. Cette année, il devient permanent de région d'Herstal-Basse-Meuse de la CSC.
Il est élu député en 1965 comme représentant du Mouvement ouvrier chrétien (MOC). Il est à la fois conscient qu'il faut réaliser une égalité économique des régions et parfois réservé à l'égard du fédéralisme. La proposition de son collègue Victor Barbeau (lui aussi issu du MOC), lui va mieux.
Il sera invité à participer aux réunions du Conseil général de Rénovation wallonne au même titre qu'Alfred Califice et André Lagasse, mais garde quelque distance à l'égard de ce mouvement. Devenu secrétaire politique du PSC en 1970, il déclarera alors que son parti a obtenu de grandes victoires dans la réforme de l'État réalisée alors en ayant obtenu le principe de la Sonnette d'alarme et la régionalisation irréversible. Il répondra également positivement à l'Appel de Léo Collard, président du PSB, en faveur d'un Rassemblement des progressistes.